# Issaak Masepa

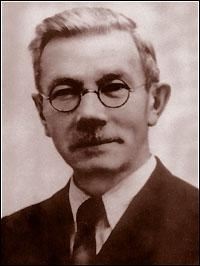
Issaak Masepa

Issaak Prochorowytsch Masepa (ukrainisch Ісаа́к Про́хорович Мазе́па, wiss. Transliteration Isaak Prochorovyč Mazepa; * 16. August 1884 in Kostobobriw, Gouvernement Tschernigow, Russisches Kaiserreich; † 18. März 1952 in Augsburg, Bundesrepublik Deutschland) war ein ukrainischer Politiker, Mitglied des Zentralkomitees der Ukrainischen sozialdemokratischen Arbeiterpartei USDRP (Українська соціал-демократична робітнича партія (УСДРП)).
Issaak Masepa war der Ehemann der Bakteriologin Natalija Masepa-Sinhalewytsch. Er bekleidete seit 9. April 1919 das Amt des Innenministers in der ukrainischen Regierung von Borys Martos. Vom 27. August 1919 bis 28. Mai 1920 war er Präsident des Ministerrates der Ukrainischen Volksrepublik.